# Albert Blithe
Albert Blithe, ps. Al (ur. 25 czerwca 1923 w Filadelfii, zm. 17 grudnia 1967 w Wiesbaden) – żołnierz 101 i 82 Dywizji Powietrznodesantowej, Armii Stanów Zjednoczonych. Jeden z bohaterów książki i miniserialu Kompania Braci.

## II wojna światowa
Szkolił się w Camp Toccoa. Skakał na spadochronie wraz z pozostałymi członkami kompanii E 506 Pułku Piechoty Spadochronowej przed operacją Overlord w Normandii. Po wylądowaniu, nie odnalazł swojego oddziału, wraz z innymi skoczkami którzy także nie odnaleźli swoich macierzystych jednostek dotarł do Îles Saint-Marcouf, gdzie odnaleźli resztę kompanii E.
W miniserialu Kompania Braci Blithe (gra go brytyjski aktor Marc Warren) cierpiał na czasową ślepotę.
Odzyskawszy wzrok, kilka dni potem był członkiem patrolu badającego okoliczne farmy. Podczas tego patrolu został postrzelony przez snajpera.
25 czerwca 1944 roku Albert Blithe został odznaczony Purpurowym Sercem. Koledzy z kompanii E podczas prac przy miniserialu byli przekonani że Albert Blithe zmarł w 1948 roku z powodu odniesionych ran – według nich został on postrzelony w szyję.
Po obejrzeniu serialu, rodzina Alberta Blithe’a publicznie poprawiła błąd ukazany w filmie – Albert Blithe został podczas patrolu postrzelony w prawe ramię, ze szpitala wyszedł 8 października 1945 roku. Powrócił do Filadelfii, gdzie rozpoczął karierę w Westinghouse Electric. Brał udział w pierwszym corocznym spotkaniu członków 101 Dywizji Powietrznodesantowej.

## Po II wojnie światowej
Wrócił do służby w Korei 28 marca 1949 roku wraz z 82 Dywizją Powietrznodesantową, został z niej zwolniony 27 marca 1952 roku. Ponownie wrócił do służby 24 marca 1954 roku, w dniu 13 maja 1954 otrzymał odznakę starszego spadochroniarza oraz został spadochroniarzem roku w 82 Dywizji. Następnie służył w korpusie kwatermistrzowskim, w kompanii zaopatrzenia.
Przed zakończeniem kariery wojskowej w 1967 roku, Blithe otrzymał nominację na młodszego chorążego, walczył także podczas wojny koreańskiej z 82 Dywizją Powietrznodesantową. Łącznie wykonał ponad 600 skoków ze spadochronem.
Był żonaty z Kay, miał dwoje dzieci, syna i córkę.

## Śmierć
Zmarł podczas służby w 8 batalionie zaopatrzenia i transportu, 8 dywizji piechoty stacjonującej w Zachodnich Niemczech w rejonie Wiesbaden.
Tydzień przed śmiercią, brał udział w spotkaniu uczestników ofensywy w Ardenach, po powrocie Blithe poczuł się źle. 11 grudnia został przyjęty na ostry dyżur, gdzie zdiagnozowano u niego perforację wrzodu.
Operacja została przeprowadzona 12 grudnia 1967 roku. Po operacji stwierdzono u niego zapalenie otrzewnej, a 16 grudnia – uszkodzenie nerek.
Zmarł 17 grudnia 1967 roku o godzinie 0.55.
Po ceremonii pogrzebowej, prowadzonej przez kapelana mjr. Thomasa F. DesChampsa, Blithe został pochowany na Narodowym Cmentarzu w Arlington z pełnymi honorami wojskowymi, w dniu 28 grudnia 1967. Spoczywa w sekcji 31, miejsce 7672.